# Nizina Laurentyńska
Nizina Laurentyńska (ang. St. Lawrence Lowland(s), fr. Basses-terres du Saint-Laurent) – nizina w północno-wschodniej części kontynentu północnoamerykańskiego, na terenie Kanady (prowincje Ontario i Quebec) oraz Stanów Zjednoczonych (stany Nowy Jork i Vermont). Nizina rozciąga się wzdłuż Rzeki Świętego Wawrzyńca. Na zachodzie sięga okolic jeziora Ontario, na wschodzie – Zatoki Świętego Wawrzyńca. Obejmuje także dolny odcinek doliny rzeki Ottawa (do okolic Renfrew) oraz dolinę Champlain Valley, otaczającą jezioro Champlain. Zajmuje powierzchnię 46 tys. km², z czego 41-42 tys. km² znajduje się na terytorium Kanady.
Na północ od niziny znajduje się pasmo Gór Laurentyńskich, na południowym zachodzie – góry Adirondack, na południowym wschodzie – Appalachy.
Nizina Laurentyńska należy do najgęściej zaludnionych obszarów Kanady. W 2006 roku część kanadyjską zamieszkiwało 6,6 mln osób. Głównymi skupiskami ludności są aglomeracje Ottawa–Gatineau, Montreal, Trois-Rivières i Quebec. Jest to znaczący obszar rolniczy. Szczególnie rozwinięta jest tu uprawa kukurydzy (w 2006 roku – 38,5% kanadyjskiej produkcji krajowej), hodowla trzody chlewnej (23,6%) i bydła mlecznego (32,9%), a także produkcja syropu klonowego (22,6%).
W kanadyjskich publikacjach nazwa St. Lawrence Lowlands/Basses-terres du Saint-Laurent bywa używana, zamiennie z Great Lakes–St. Lawrence Lowlands/Basses-terres du Saint-Laurent – Grands-Lacs, w odniesieniu do większego regionu fizycznogeograficznego, obejmującego także nizinny obszar pomiędzy jeziorami Huron, Erie i Ontario, a także część wysp położonych w Zatoce Świętego Wawrzyńca oraz skrawki jej wybrzeża, w tym fragment wybrzeża Nowej Fundlandii.